# Hoppegarten (Müncheberg)
Hoppegarten è una frazione del città tedesca di Müncheberg, nel Brandeburgo.

## Storia
Hoppegarten fu nominata per la prima volta nel 1352, e costituiva un piccolo centro rurale.
Il 31 marzo 2002 il comune di Hoppegarten fu aggregato alla città di Müncheberg.